# آيت وكاز (أساكي)
آيت وكاز هي إحدى مشيخات المملكة المغربية، تتبع جغرافيا لإقليم تارودانت وإداريًا لأساكي. يقدر عدد سكانها بـ 1508 نسمة حسب الإحصاء الرسمي للسكان والسكنى لسنة 2004.